# Ditriaena
Ditriaena es un género de escarabajos barrenadores metálicos del orden Coleoptera.

## Especies
- Ditriaena incerta Cobos, 1975
- Ditriaena purpurascens (Waterhouse, 1882)
- Ditriaena romeroi Hornburg y Gottwald, 2012[4]
- Ditriaena sexspinosa (Waterhouse, 1889)
- Ditriaena sphericollis (Laporte y Gory, 1836)